# Atsuko Ikeda
Atsuko Ikeda, em japonês 池田 厚子, nascida Atsuko Princesa Yori (Tóquio, 7 de março de 1931), é ex-membro da família imperial japonesa, na qualidade de quarta filha do imperador Shōwa e da imperatriz Kōjun. Como tal, é a irmã mais velha do imperador Akihito. Ela se casou com Takamasa Ikeda em 10 de outubro de 1952, como resultado, abdicou de seu título imperial e deixou a Família Imperial Japonesa, conforme exigido por lei. Mais tarde, serviu como a sacerdotisa mais sagrada (saishu) do Grande Santuário de Ise entre 1988 e 2017.

## Biografia
Nascida no Palácio Imperial de Tóquio, Atsuko era chamada na infância de Yori no miya (順宮厚子内親王, Yori no miya Atsuko Naishinnō) ou "Princesa Yori". Assim como suas irmãs, ela não foi criada por seus pais biológicos, mas por uma série de cortesãs em um palácio separado construído para as filhas do imperador no distrito de Marunouchi, em Tóquio. Isso fazia parte de uma tradição que hoje não é mais seguida pela família imperial japonesa.
A princesa foi educada na Escola de Nobres de Gakushuin e, juntamente com os irmãos, aprendeu inglês com a professora americana Elizabeth Gray Vining durante a ocupação americana no Japão após a Segunda Guerra Mundial. Atsuko graduou-se pela Faculdade de Mulheres da Universidade de Gakushuin em março de 1952.
Em 10 de outubro de 1952, Atsuko casou-se com Takamasu Ikeda, filho mais velho de Nobumasa Ikeda, um ex-marquês dentro do pariato japonês e descendente direto do último daimiô de Okayama. Eles se conheceram em uma cerimônia do chá nos jardins de Kōraku-en e ficaram noivos apenas seis meses depois, mas os planos de matrimônio tiveram de ser adiados devido à morte da Imperatriz Teimei, avó da princesa, em 1951, e ao subsequente período de luto. Com o casamento, Atsuko tornou-se a segunda filha de um imperador a renunciar ao seu status como integrante da família imperial japonesa, obedecendo assim aos termos da Lei da Casa Imperial de 1947 e passando a ser considerada uma plebeia.
Atsuko Ikeda, já não mais uma princesa, mudou-se para a província de Okayama, onde seu marido, um rico fazendeiro criador de gado, trabalhou por muitos anos como diretor do Zoológico Ikeda. Eles nunca tiveram filhos biológicos ou adotivos.
Em 1965 a princesa foi hospitalizada com sepse, fato que causou grande preocupação na família imperial, uma vez que a irmã mais velha de Atsuko, Shigeko Higashikuni, já havia falecido vítima de câncer de estômago.
Em outubro de 1988, Atsuko sucedeu a sua irmã enferma Kazuko Takatsukasa, que faleceria no ano seguinte, como sacerdotisa chefe do Santuário de Ise. Atualmente, ela é integrante da Associação de Santuários Xintoístas (Jinja Honchō).
Okayama Sogenji foi construído como o lugar memorial do clã Ikeda. O último descendente, marquês Takamasa Ikeda, morreu no dia 21 de julho de 2012 aos 85 anos após muitos anos de doença. Ele era o presidente do Zoológico em Okayama, deixando para trás sua esposa Atsuko Ikeda, irmã mais velha do atual imperador do Japão, sem deixar descendentes.
Em 24 de julho, o funeral foi realizado no estilo xintoísmo com instrumentos tradicionais e música, que Harada Roshi e o vice-abade Sogen Osho participaram. O cemitério de Ikeda em Sogenji. Estes são os túmulos dos últimos membros da família Ikeda, que foram realmente trazidos de Tóquio e reinstalados em Sogenji Okayama.

## Títulos e estilos
- 7 de março de 1931 — 10 de outubro de 1952: Sua Alteza Imperial a Princesa Yori
- 10 de outubro de 1952 — presente: Sra. Takamasa Ikeda